# Jimmy Downey
Jimmy Downey is een Australiër en voetballer van Wellington Phoenix.

## Sparta
Via een stage bij Sparta weet hij een contract af te dwingen voor een seizoen met een optie voor nog een seizoen. Door een blessure in het begin het seizoen komt Sparta na een half jaar al terug van dit besluit en geeft Jimmy Downey toestemming om per 1 januari te vertrekken. 

## Statistieken
| seizoen | club                  | land      | competitie     | wed. | goals |
| ------- | --------------------- | --------- | -------------- | ---- | ----- |
| 2007/08 | Perth Glory           | Australië | A-League       | 17   | 0     |
| 2008/09 | Perth Glory           | Australië | A-League       | 14   | 0     |
| 2009/10 | Perth Glory           | Australië | A-League       | 3    | 0     |
| 2009/10 | North Queensland Fury | Australië | A-League       | 4    | 0     |
| 2010/11 | Sparta                | Nederland | Jupiler_League | 2    | 0     |
| 2011/12 | Wellington Phoenix    | Australië | A-League       | 0    | 0     |